# Ozyptila distans
Ozyptila distans är en spindelart som beskrevs av Charles Denton Dondale och James H. Redner 1975. Ozyptila distans ingår i släktet Ozyptila och familjen krabbspindlar. Inga underarter finns listade i Catalogue of Life.